# A Thousand Days' Promise
Cheon-il-eui yak-sook (hangeul : 천일의 약속 ; titre international : A Thousand Days' Promise) est une série télévisée sud-coréenne diffusée en 2011 sur SBS.

## Distribution
- Soo Ae : Lee Seo-yeon
- Kim Rae-won : Park Ji-hyeong
- Lee Sang-woo : Jang Jae-min, le cousin de Seo-yeon
- Park Yoo-hwan : Lee Moon-kwon, le frère de Seo-yeon
- Jeong Yoo-mi : Noh Hyang-gi
- Oh Mi-yeon : la tante de Seo-yeon
- Kim Hae-sook : Kang Soo-jeong, le frère de Ji-hyeong
- Lee Mi-sook : Oh Hyeon-ah, le frère de Hyang-gi
- Moon Jeong-hee : Jang Myeong-hee, le cousin de Seo-yeon
- Im Chae-moo : Park Chang-joo, le père de Ji-hyeong
- Park Yeong-gyu : Noh Hong-gil, le père de Hyang-gi
- Yoo Seung-bong : l'oncle-frère de Seo-yeon
- Jeong Joon : Cha Dong-chul, le mari de Myeong-hee
- Yang Han-yeol : le fils de Myung-hee
- Kim Boo-seon : la mère biologique de Seo-yeon
- Jang Hyeon-seong : le médecin de Seo-yeon
- Song Chang-eui : Noh Yeong-soo, lefrère de Hyang-gi
- Alex Choo : Son Suk-ho, l'ami de Ji-hyeong
- Oh Kyeong-soo : le rédacteur en chef de Seo-yeon

## Diffusion internationale
| Pays ou Région  | Chaîne                  | Titre                        | Première diffusion |
| --------------- | ----------------------- | ---------------------------- | ------------------ |
| Corée du Sud    | SBS                     | 천일의 약속                  | 17 octobre 2011    |
| États-Unis      | SBS International       | A Thousand Days' Promise     |                    |
| Canada          | All TV                  |                              |                    |
| Hong Kong       | now101                  | 千日的约定                   |                    |
| Singapour       |                         | 千日的约定                   |                    |
| Colombie        | RCN Televisión          | Mil días de promesas         | 26 novembre 2012   |
| Pérou           | Panamericana Televisión | Mil días de promesas         | 19 novembre 2012   |
| Amérique latine | Pasiones                | Mil días de promesas         |                    |
| États-Unis      | Pasiones                | Mil días de promesas         |                    |
| Philippines     | ABS-CBN                 | A Promise of a Thousand Days | 27 mai 2013        |
| Viêt Nam        | VTV                     |                              |                    |
| Viêt Nam        | HTV7                    |                              |                    |

### Sources
- (en) Cet article est partiellement ou en totalité issu de l’article de Wikipédia en anglais intitulé « A Thousand Days' Promise » (voir la liste des auteurs).